# Zinatou Saka Osseni Alazi
Pour les articles homonymes, voir Osseni.
Zinatou Saka Osseni Alazi est une femme politique béninoise et maire de la commune de Kandi au Bénin. Elle est la septième maire en quatre mandatures de décentralisation au Bénin et première femme maire de la commune à l'issue des élections municipales de 2020.

## Biographie

### Enfance, Éducation, Début
Zinatou Saka Osseni Alazi âgée de 54 ans est tisserande de profession. Elle est la seule femme conseillère communale du parti politique béninois Force Cauris pour un Bénin Émergent. Elle milite pour la promotion du genre dans la gouvernance dans sa ville et au-delà,,,.

### Carrière
Zinatou Saka Osseni Alazi est élue maire au lendemain des élections municipales de 2020 et élue le jeudi 28 mai maire de la ville de Kandi avec 21 voix pour et 8 contre. Avant cette élection, elle est la première adjointe au maire sortant Abibou Orou Gani Bachabi,,,,,,